# Зарипов, Зиннур Зарипович
Зинну́р Зари́пович Зари́пов (10 марта 1915 года — 10 июля 1995 года) — советский военнослужащий, участник Великой Отечественной войны, полный кавалер ордена Славы, командир орудия 3-й батареи 623-го артиллерийского полка 183-й стрелковой дивизии 38-й армии, сержант.

## Биография
Зинур Зарипович Зарипов родился  10 марта  1915 года в деревне Нижнеалькашево ныне Дюртюлинского района Башкирии в крестьянской семье.
Татарин. Окончил 4 класса. Работал бригадиром в колхозе «Кызыл-Буляк» Дюртюлинского района.
В 1936—1938 годах проходил службу в рядах Красной Армии, был артиллеристом-наводчиком. Возвратившись в родную деревню был избран председателем колхоза «Кызыл-Буляк».
В Красную Армию Зиннур Зарипович был вновь призван в августе 1941 года Дюртюлинским райвоенкоматом Башкирской АССР. В боях Великой Отечественной войны с августа 1941 года. Воевал на Калининском, Степном, 1-м и 4-м Украинских фронтах. В 623-м артиллерийском полку, в рядах которого прошёл с боями от Москвы до Берлина. Считался мастером меткого артиллерийского огня. Член ВКП(б)/КПСС с 1942 года.
В 1945 году старшина Зарипов З. З. демобилизован. Вернулся в родные места. Работал в колхозе «Кызыл-Буляк» Дюртюлинского района: председателем колхоза, заместителем председателя, заведующим фермой.
Народом Кандринского района (Карамалы-Губеевский избирательный округ № 127) был избран депутатом Верховного Совета БАССР 3-го созыва.
Скончался 11 июля 1995 года. Похоронен в деревне Исмайлово Дюртюлинского района Башкирии.

## Подвиг
Командир орудия 3-й батареи 623-го артиллерийского полка (183-я стрелковая дивизия, 38-я армия, 1-й Украинский фронт) сержант 3арипов З. З. 19-20 марта 1944 года в боях за город Винницу — областной центр Винницкой области Украины, командуя орудийным расчётом, поразил семь огневых точек врага и большое количество солдат.
За мужество и отвагу, проявленные в боях, 29 апреля 1944 года сержант 3арипов Зинур Зарипович награждён орденом Славы 3-й степени (№ 41845).
25-27 июля 1944 года в боях за старинный украинский город Львов — областной центр Львовской области сержант Зинур Зарипов со своим расчётом подавил пять вражеских орудий, два миномёта, четыре дзота, разбил восемь наблюдательных пунктов, истребил много живой силы врага.
За мужество и отвагу, проявленные в боях, 21 октября 1944 года сержант 3арипов Зинур Зарипович награждён орденом Славы 2-й степени (№ 9796).
12-13 февраля 1945 года командир орудия 3-й батареи 623-го артиллерийского полка (183-я стрелковая дивизия, 38-я армия, 4-й Украинский фронт) сержант 3арипов З. З., в боях близ польского города Струмень при отражении контратаки танков и пехоты противника вывел из строя вражеское орудие. Командуя расчётом, в течение трёх дней он сдерживал натиск врага, уничтожив более двадцати фашистских солдат и офицеров.
Указом Президиума Верховного Совета СССР от 29 июня 1945 года за образцовое выполнение заданий командования в боях с немецко-фашистскими захватчиками сержант 3арипов Зинур Зарипович награждён орденом Славы 1-й степени (№ 1744), став полным кавалером ордена Славы.

## Награды
Награждён орденами Отечественной войны 1-й степени, Славы 1-й, 2-й и 3-й степени, медалями.